# Willie Irvine
Pour les articles homonymes, voir William Irvine et Irvine.
William John « Willie » Irvine (né le 18 juin 1943 à Eden en Irlande du Nord et mort le 26 juillet 2025) est un footballeur nord-irlandais.

## Biographie
Né à Eden, County Antrim, et issu d'une grande famille, il grandit dans la ville de Carrickfergus. Il choisit dès l'enfance de poursuivre une carrière sportive et joue tout d'abord dans le club local de Linfield. Après un début de carrière amateur, Irvine part en Angleterre pour jouer à Burnley à l'âge de 16 ans. Il se voit offrir un contrat professionnel après avoir passé trois ans à jouer dans les équipes jeunes et la réserve. Il fait ses débuts avec l'équipe première lors de la saison 1962–1963. Il devient titulaire lors de la saison suivante et lors de la saison 1965–1966, il finit meilleur buteur de la Football League First Division avec 29 buts.
Irvine perd ensuite sa place de titulaire vers 1967. Il rejoint alors le club rival, Preston North End en mars 1968. En Football League Second Division, il retrouve sa forme de buteur lors de la saison 1968–1969 malgré une grave blessure à la jambe qui lui fait manquer une partie de la saison. Lorsqu'Alan Ball est nommé entraîneur à l'été 1970, Irvine ne rentre pas dans ses vues. Il rejoint alors Brighton & Hove Albion en juillet 1971 après avoir déjà été prêté au club un an auparavant. Il va ensuite rejoindre Halifax Town pendant la saison 1972–1973, mais quitte le club au bout de six mois. Irvine met un terme à sa carrière avec l'équipe semi-professionnelle de Great Harwood, et prend sa retraite à 29 ans.
Irvine est également international avec l'équipe d'Irlande du Nord de football. Il joue 23 matchs pour son pays et inscrit 8 buts.

## Palmarès
Burnley FC
- Vice-champion du Championnat d'Angleterre de football (1) :
  - 1962.
- Meilleur buteur du Championnat d'Angleterre de football (1) :
  - 1966: 29 buts.
- Finaliste de la FA Cup (1) :
  - 1962.